# Удинский язык
Уди́нский язы́к — язык удинов, один из кавказских языков. Входит в лезгинскую группу нахско-дагестанской (восточно-кавказской) семьи языков, делится на два диалекта — ниджский и огузский (варташенский). Относится к агглютинативным языкам.
Степень их расхождения не препятствует взаимопониманию, хотя каждый диалект развивается самостоятельно. На удинском языке говорят около 10000 человек. При этом он считается бесписьменным, хотя в последнее время предпринимаются усилия по созданию письменности. Удинский язык используется только в быту. В качестве языка для внешнего (межэтнического) общения удины используют язык той страны, в которой проживают: в Азербайджане — азербайджанский, в России — русский, в Казахстане — русский и казахский, в Грузии — грузинский, в Армении — армянский и т. д. Большинство удин двуязычны, нередко трёхъязычны.

## Лингвогеография

### Ареал и численность
У удин никогда не существовало национальных школ. В дореволюционный период школьное преподавание в Варташене (ныне Огуз, Азербайджан) велось по-русски и по-армянски. Делопроизводство в обоих сёлах велось по-армянски. Армянские школы сохранились до конца 1930-х гг., затем преподавание велось на азербайджанском языке. В начале 1950-х гг. местные власти преобразовали азербайджанские школы для удин в русские.
Удины, проживающие в Зинобиани (Грузия), учатся в грузинской школе, российские удины — в русских.
Во время переписи 1989 года свыше 70 % российских удин называли в качестве родного языка удинский, около 25 % — русский. Три четверти российских удин были двуязычными, включая примерно 60 % владеющих удинским и русским. Удины Закавказья также в подавляющем большинстве двуязычны: в Грузии они знают удинский и грузинский, а в Азербайджане трёхъязычно — удинский, азербайджанский, русский.
Удинский язык распространен компактно в селе Нидж Габалинского района и в районном центре Огуз Азербайджана и в селе Зинобиани Кварельского района Грузии, а также дисперсно в Армении и других странах. В России в 2002 было зарегистрировано 2266 человек, говорящих по-удински (из 3721 этнических удинов).

### Диалекты
Удинский язык имеет два диалекта: ниджский и варташенский (варташенско-октомберийский).
Ниджский диалект имеет свои подговоры, делящиеся на 3 подгруппы — нижние, промежуточные и верхние. Существует версия, что эти подговоры исторически являлись отдельными говорами (а возможно, когда-то и диалектами) удинского языка.
После переселения удинов из разных мест (из Карабаха, Тауза и соседних сёл) в село Нидж эти говоры постепенно слились в ниджский диалект. К варташенскому диалекту относятся два говора — собственно варташенский и октомберийский. Октомберский говор существенно не отличается от варташенского диалекта, так как удины переселились в Зинобиани (Октомбери) в 1922 году.
Под влиянием армянской церкви на протяжении истории было заимствовано много армянских слов.

## Письменность
С исторической точки зрения кавказско-албанский язык ближе всего к удинскому, вернее, к древнеудинскому языку. Считается, что в V веке н. э. письменность для агванского языка была создана Месропом Маштоцем. Алфавит состоял из 52 букв. В дальнейшем этот алфавит получил широкое применение: на албанский язык были переведены важнейшие библейские тексты, на нём велась церковная служба. Однако впоследствии, в силу исторических причин албанская письменность перестала использоваться и постепенно исчезла. Литературный албанский язык или общенародный язык койнэ так и не создались.
О создании агванской (кавказско-албанской) письменности повествуют древние армянские историки Корюн, Мовсес Хоренаци, Мовсес Каганкатваци, Степанос Орбелян. Из армянских историков прямые указания о её бытовании также имеются у Егише, Гевонда и в некоторых других источниках. Все упомянутые средневековые авторы солидарны в одном — агванский алфавит, так же как армянский, создал св. Месроп Маштоц.
В начале и середине XX века были найдены несколько надписей на албанском языке, однако ученым долгое время не удавалось прочесть их. В 1996 году грузинский ученый Заза Алексидзе обнаружил в монастыре Св. Екатерины на Синае грузино-албанский палимпсест (около VII—VIII века). Найденный текст представляет собой богослужебный сборник, включающий в основном отрывки из Нового Завета. После этой находки отпали все сомнения в существовании албанского алфавита и развитого литературного языка. В настоящее время эти тексты расшифрованы, переведены и опубликованы. После изучения этих текстов специалисты однозначно сделали вывод — албанский язык ближе всего к удинскому языку.
Удинский язык в прошлом был распространен на гораздо большей территории, нежели сегодня, и что он является одним из языков Кавказа, который когда-то имел свою письменность, но впоследствии перестал использовать её.
Над дешифровкой палимпсеста работал коллектив авторов Вольфганг Шульце, Йост Гипперт, Заза Алексидзе и П. Маэ. Работа издана в 2 томах (530 страниц) в издательстве «Брепольс» расположенное в бельгийском городе Тюрнхаут.
В 1937 г. И. В. Абуладзе нашёл агванский алфавит (52 буквы, многие напоминают армянские и грузинские — хуцури) в армянской рукописи XV в., хранящейся в Матенадаране. В 1948—1952 гг. во время раскопок в Мингечауре было сделано ещё несколько эпиграфических находок. В 1956 г. Г. Курдиан (США) открыл второй экземпляр алфавита (переписанный в XVI в.).
В 1930-е годы была предпринята попытка создания удинской письменности на латинской основе. На этом алфавите был выпущен букварь. Однако в скором времени использование этого алфавита прекратилось.
В 1974 году удинский алфавит на основе кириллицы был составлен В. Л. Гукасяном. Он использовал его в своём словаре А а, Аъ аъ, Аь аь, Б б, В в, Г г, Гъ гъ, Гь гь, Д д, Дж дж, ДжӀ джӀ, Дз дз, Е е, Еъ еъ, Ж ж, ЖӀ жӀ, З з, И и, Иъ иъ, Й й, К к, Ҝ ҝ, КӀ кӀ, Къ къ, Л л, М м, Н н, О о, Оъ оъ, Оь оь, П п, ПӀ пӀ, Р р, С с, Т т, ТӀ тӀ, У у, Уъ уъ, Уь, Уь, Ф ф, Х х, Хъ хъ, Ц ц, Ц̓ ц̓, ЦӀ цӀ, Ч ч, Ч̓ ч̓, ЧӀ чӀ, Чъ чъ, Ш ш, ШӀ шӀ, Ы ы, Ыъ ыъ. Этот алфавит также был использован в сборнике «Нана очъал», вышедшем в 1996 году.
В середине 1990-х новый удинский алфавит на латинской графической основе был составлен в Азербайджане. На нём был выпущен букварь и два сборника произведений Кечаари. Также он был внедрён в учебную практику в школе села Нидж. Алфавит имеет следующий вид:
| A a   | B b   | C c   | Ç ç   | D d   | E e   | Ə ə   | F f   | G g   | Ğ ğ   | H h   |
| X x   | I ı   | İ i   | Ҝ ҝ   | J j   | K k   | Q q   | L l   | M m   | N n   | O o   |
| Ö ö   | P p   | R r   | S s   | Ş ş   | T t   | U u   | Ü ü   | V v   | Y y   | Z z   |
| Ц ц   | Цı цı | Eъ eъ | Tı tı | Əъ əъ | Kъ kъ | Pı pı | Xъ xъ | Şı şı | Öъ öъ | Çı çı |
| Çъ çъ | Ć ć   | Jı jı | Zı zı | Uъ uъ | Oъ oъ | İъ iъ | Dz dz |       |       |       |

В 2007 году в Астрахани В. В. Дабаковым был издан сборник удинского фольклора. В этой книге использовался другой вариант латинского алфавита: A a, Ă ă, Ә ә, B b, C c, Ĉ ĉ, Ç ç, Ç' ç', Č č, Ć ć, D d, E e, Ĕ ĕ, F f, G g, Ğ ğ, H h, I ı, İ i, Ĭ ĭ, J j, Ĵ ĵ, K k, K' k', L l, M m, N n, O o, Ö ö, Ŏ ŏ, P p, P' p', Q q, Q' q', R r, S s, Ś ś, S' s', Ŝ ŝ, Ş ş, T t, T' t', U u, Ü ü, Ŭ ŭ, V v, X x, Y y, Z z, Ź ź.
В изданных в 2010—2016 годах в Азербайджане учебниках удинского языка для 2-4 классов используется следующий вариант алфавита: A a, B b, C c, Č č, Ç ç, Ç̌ ç̌, C' c', Č' č', D d, E e, Ĕ ĕ, Ә ә, Ә̌ ә̌, F f, G g, Ğ ğ, H h, X x, I ı, İ i, Ĭ ĭ, J j, J̌ ǰ, K k, K' k', Q q, Q' q', L l, M m, N n, O o, Ö ö, Ŏ ŏ, P p, P' p', R r, S s, Ś ś, S' s', Ş ş, Š š, T t, T' t', U u, Ü ü, Ŭ ŭ, V v, Y y, Z z.
В 2013 году в России вышел удинский букварь «Нанай муз», где использован алфавит на основе кириллицы, представляющей собой модифицированный вариант алфавит из словаря Гукасяна. Алфавит имеет следующий вид:
| А а     | Аь аь   | Аъ аъ | Б б   | В в   | Г г   | Гъ гъ | Гь гь | Д д   | Дз дз | Дж дж |
| Джъ джъ | Е е     | Ж ж   | Жъ жъ | З з   | И и   | Иъ иъ | Й й   | К к   | К' к' | Къ къ |
| Л л     | М м     | Н н   | О о   | Оь оь | Оъ оъ | П п   | П' п' | Р р   | С с   | Т т   |
| Т' т'   | У у     | Уь уь | Уъ уъ | Ф ф   | Х х   | Хъ хъ | Ц ц   | Ц' ц' | Ч ч   | Чъ чъ |
| Ч' ч'   | Ч’ъ ч’ъ | Ш ш   | Шъ шъ | Ы ы   | Э э   | Эъ эъ | Ю ю   | Я я   |       |       |

Новый этап развития письменности и преподавания удинского языка начался после распада СССР. В 1992 г. в Баку был опубликован проект программы удинского языка для начальных классов. Проект составили Г. А. Кечаари, удинский просветитель из Ниджа, и Ю. А. Айдынов, сотрудник НИИ педагогических наук Азербайджана. Проект предусматривал выпуск удинского букваря и учебника по удинскому языку. Изначально букварь был составлен на основе кириллической графики, звуки были обозначены по образцу алфавита в словаре В. Гукасяна. Но позже в связи с принятием нового азербайджанского алфавита на основе латиницы удинский алфавит тоже пришлось перевести на латиницу (в целом система обозначения знаков осталась такой же, с одной лишь разницей, что использовались латинские буквы). В результате в середине 90-х был напечатан удинский букварь и учебник по удинскому языку для начальных классов.
В настоящее время[когда?] в школах Ниджа преподается удинский язык. Однако преподавание ведётся не на должном уровне. Редко можно найти того, кто свободно читает на новом алфавите. Отчасти это связано с тем, что используемый вариант удинского алфавита опять-таки получился неудобным для изучения и применения, поэтому даже у обучающихся детей он вызывает затруднение. Удинский язык преподается также в начальных классах в Зинобиани, там алфавит (на основе грузинской графики) и пособие по изучению языка составил местный удин Мамули Нешумашвили. Этот алфавит содержит все буквы современного грузинского алфавита, а также знаки ა̈, ა>, ჲა, ე̈, ე>, ჲე, ი̆, ი>, ჲი, ო̈, ო>, ჲო, უ̈, უ>, ჲუ, ჲ, ƒ, ჴ, ჷ.
В 1996 году впервые была напечатана книга на удинском языке «Нана очъал», сборник литературных произведении различных авторов. Книга была напечатана на основе кириллицы по образцу алфавита Гукасяна. В 2001 г. вышла книга Г. Кечаари «Orayin». В неё вошли стихотворения, сказки, легенды, а также удинские пословицы и анекдоты. В 2003 г. вышла ещё одна книга Г. Кечаари «Buruxmux», сборник стихотворений на удинском языке. Эти книги изданы уже на новом алфавите на основе латиницы. Все три книги на ниджском диалекте.

### Таблица соответствия алфавитов
Составлено по:
| Кириллица 1888 | Кириллица 1974 | Кириллица 2013 | Латиница 1934 | Латиница 1994 | Латиница 2010 | Грузинское письмо |
| -------------- | -------------- | -------------- | ------------- | ------------- | ------------- | ----------------- |
| А а            | А а            | А а            | A a           | A a           | A a           | ა                 |
| Б б            | Б б            | Б б            | B b           | B b           | B b           | ბ                 |
| Џ џ            | Дж дж          | Дж дж          | Ç ç           | C c           | C c           | ჯ                 |
| -              | ДжӀ джӀ        | Джъ джъ        | Dʒ dʒ         | CӀ cӀ         | Č č           |                   |
| Ч ч            | Ч ч            | Ч ч            |               | Č č           | Ç ç           | ჩ                 |
| -              | Чъ чъ          | Чъ чъ          |               | ÇӀ çӀ         | Ç̆ ç̆           |                   |
| -              | Ҹ ҹ            | Ч’ъ ч’ъ        |               | Cъ cъ         | Č' č'         |                   |
| Ч̓ ч̓            | ЧӀ чӀ          | Ч' ч'          | C c           | CӀ cӀ         | C' c'         | ჭ                 |
| Д д            | Д д            | Д д            | D d           | D d           | D d           | დ                 |
| Е е            | Е е            | Е е            | E e           | E e           | E e           | ე                 |
| Ė ė            | Еъ еъ          | Эъ эъ          | Ħe ħe         | Eъ eъ         | Ĕ ĕ           | ჲე                |
| Ӓ ӓ            | Аь аь          | Аь аь          | Ə ə           | Ə ə           | Ə ə           | ა̈                 |
| Ȧ ȧ            | Аъ аъ          | Аъ аъ          | Ħa ħa         | Әъ әъ         | Ə̆ ə̆           | ჲა                |
| Ф ф            | Ф ф            | Ф ф            | F f           | F f           | F f           | ƒ                 |
| -              | Ҝ ҝ            | Г г            | G g           | G g           | G g           |                   |
| Г г            | Г г            | Г г            | G g           | G g           | G g           | გ                 |
| Ҕ ҕ            | Гъ гъ          | Гъ гъ          | Ƣ ƣ           | Ğ ğ           | Ğ ğ           | ღ                 |
| Һ һ            | Гь гь          | Гь гь          | H h           | H h           | H h           | ჰ                 |
| Х х            | Х х            | Х х            | X x           | X x           | X x           | ხ                 |
| І і            | И и            | И и            | I i           | İ i           | İ i           | ი                 |
| Ы ы            | Ы ы            | Ы ы            | Ь ь           | Ь ь           | I ı           | ჷ                 |
| Ы̇ ы̇            | Ыъ ыъ          | Иъ иъ          | Ħь ħь         | Ьъ ьъ         | Ĭ ĭ           |                   |
| -              | Иъ иъ          | Иъ иъ          | Ħь ħь         | Iъ ıъ         | Ĭ ĭ           | ჲი                |
| Ж ж            | Ж ж            | Ж ж            | Ƶ ƶ           | J j           | J j           | ჟ                 |
| Ӂ ӂ            | ЖӀ жӀ          | Жъ жъ          | Ӡ ӡ           | JӀ jӀ         | J̌ ǰ           |                   |
| К͑ к͑            | К к            | К к            | Ⱪ ⱪ           | K k           | K k           | ქ                 |
| К к            | КӀ кӀ          | К' к'          | K k           | Q q           | K' k'         | კ                 |
| K͑ k͑            | Хъ хъ          | Хъ хъ          | Ꝗ ꝗ           | Xъ xъ         | Q q           | ჴ                 |
| K k            | Къ къ          | Къ къ          | Q q           | Kъ kъ         | Q' q'         | ყ                 |
| Л л            | Л л            | Л л            | L l           | L l           | L l           | ლ                 |
| М м            | М м            | М м            | M m           | M m           | M m           | მ                 |
| Н н            | Н н            | Н н            | N n           | N n           | N n           | ნ                 |
| О о            | О о            | О о            | O o           | O o           | O o           | ო                 |
| Ӧ ӧ            | Оь оь          | Оь оь          | Ө ө           | Ö ö           | Ö ö           | ო̈                 |
| Ȯ ȯ            | Оъ оъ          | Оъ оъ          | Ħo ħo         | Oъ oъ         | Ŏ ŏ           | ჲო                |
| П͑ п͑            | П п            | П п            | Ꞃ ꞃ           | P p           | P p           | ფ                 |
| П п            | ПӀ пӀ          | П' п'          | P p           | PӀ pӀ         | P' p'         | პ                 |
| Р р            | Р р            | Р р            | R r           | R r           | R r           | რ                 |
| С с            | С с            | С с            | S s           | S s           | S s           | ს                 |
| Ц ц            | Ц ц            | Ц ц            |               | Ц ц           | Ś ś           | ც                 |
| Ц̓ ц̓            | ЦӀ цӀ          | Ц' ц'          |               | ЦӀ цӀ         | S' s'         | წ                 |
| Ш ш            | Ш ш            | Ш ш            | Ş ş           | Ş ş           | Ş ş           | შ                 |
| Ш̆ ш̆            | ШӀ шӀ          | Шъ шъ          | ʕ ſ           | ŞӀ şӀ         | Š š           |                   |
| Т͑ т͑            | Т т            | Т т            |               | T t           | T t           | თ                 |
| Т т            | ТӀ тӀ          | Т' т'          | T t           | TӀ tӀ         | T' t'         | ტ                 |
| У у            | У у            | У у            | U u           | U u           | U u           | უ                 |
| Ӱ ӱ            | Уь уь          | Уь уь          | Y y           | Ü ü           | Ü ü           | უ̈                 |
| У̇ у̇            | Уъ уъ          | Уъ уъ          | Ħu ħu         | Üъ üъ         | Ŭ ŭ           | ჲუ                |
| В в            | В в            | В в            | V v           | V v           | V v           | ვ                 |
| Ĭ ĭ            | Й й            | Й й            | J j           | Y y           | Y y           |                   |
| З з            | З з            | З з            | Z z           | Z z           | Z z           | ზ                 |
| Ӡ ӡ            | Дз дз          | Дз дз          | Dz dz         | ZӀ zӀ         | Z z           | ძ                 |

## История изучения
Важный этап в истории удинского языка обычно относят к XIX и началу XX века. В это время начинается научное исследование языка и предпринимаются первые попытки придать удинскому языку письменный вид. Начало изучению удинского языка связано с именем А.А Шифнера, первым напечатавшим монографию об удинском языке (1863 г .). В дальнейшем продолжил эту работу А. Дирр, который в 1902 г. опубликовал монографию «Грамматика удинского языка».
Большой вклад в дело изучения удинского языка и приданию ей письменности вложили сами удины. Ещё в 1850-х годах удин из Варташена Георгий Бежанов активно помогал Шифнеру в исследовании языка. Он начал составлять словарь своего языка, но преждевременная смерть прервала его работу. Позже, в конце XIX века в «Сборнике материалов для описания местностей и племён Кавказа» были опубликованы тексты на удинском языке на основе кириллической графики — различные удинские сказки, легенды.Эти материалы были собраны братьями С. и М. Бежановыми, удинами из Варташена. Но самым большим текстом, опубликованным в том же издании, было «Святое Евангелие от Матфея, Марка, Луки и Иоанна» на удинском языке, также переведенное и подготовленное Бежановыми. Немало занимались исследованием удинского языка Абкар Пайазат и Семён Урузов, также удины из Варташена. С. Урузов работал над лексикой удинского языка, и им был составлен словарь.
Большой вклад в научное исследование удинского языка внесли Е. Ф. Джейранишвили (удин из Зинобиани) и В. Н. Панчвидзе, исследовавшие грамматику удинского языка и впервые сопоставившие оба диалекта. Особо следует отметить работу выдающегося ученого и исследователя удинского языка Ворошила Гукасяна, удина из Ниджа. В 1974 году вышел его «Удинско-азербайджанско-русский словарь» — по сути, Ворошил Левонович стал составителем первого словаря удинского языка на обоих диалектах. При этом, в отличие от прежних работ подобного рода, его словарь был составлен на высоком профессиональном уровне. Для обозначения звуков удинского языка здесь использовался общепринятый способ практической транскрипции для народов Кавказа — транскрипция на основе кириллической графики с добавлением дополнительных знаков. Однако, хотя удинский словарь и был выпущен в свет, а удины тем самым получили возможность обозначать удинские звуки на письме, удинский язык по-прежнему оставался бесписьменным — отчасти из-за того, что выпуск словаря не предназначался для практических целей, а скорее имел научную ценность. В то же время, в случае отсутствия этого словаря, в силу некоторых причин сегодня[когда?] было бы уже очень тяжело собрать такого рода лексический материал.
Тексты, изданные в «Сборнике материалов для описания местностей и племён Кавказа» братьями Бежановыми, были основаны на азбуке, составленной ими.
В 2009 году в Москве вышла книга, посвящённая удинскому языку — «Удинский сборник: грамматика, лексика, история языка», а в 2010 году в Баку был издан удинско-азербайджанско-русский словарь.